# プライベート (ミサイル)

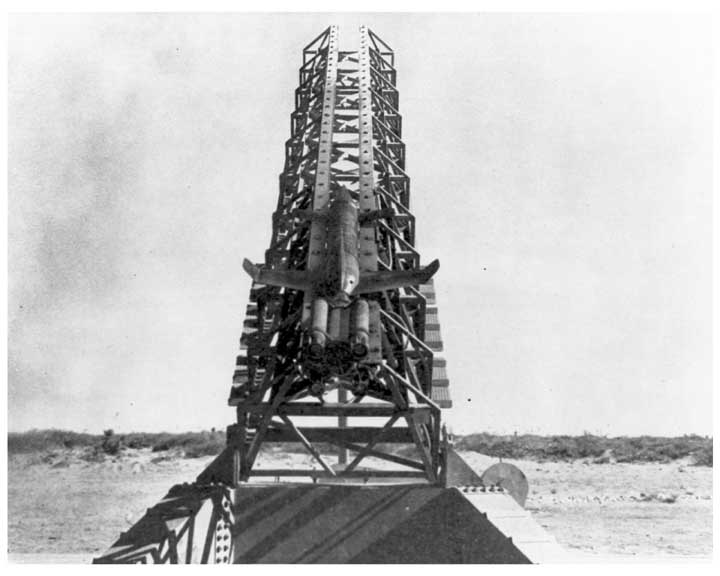
レール型発射機上のプライベートF

プライベート・ミサイル（英: Private missile）は、アメリカ陸軍のアメリカ陸軍武器科ORDCIT開発計画における最初の試験用ミサイルである。ジェット推進研究所 (JPL) の前身であるカリフォルニア工科大学のグッゲンハイム航空研究所 (GALCIT) による調整において実行されたORDCITプログラムは、最終的にMGM-5 コーポラル地対地誘導ミサイルの配備につながった。プライベートAは銭学森が開発を指揮し、最初の試射はカリフォルニア州リーチ・スプリングにあるリーチ湖で1944年12月に実施された。また、プライベートAは、アメリカ初の多段式ロケットでもあった。

## 解説
プライベートAは16 km（10 mi）の射程を持つ固体燃料ロケットである。非常に簡単な構造の無誘導弾道ロケットである。主な目的は、翼安定型弾道ロケットの飛行性能を確認することである。ロケットは、エアロジェット社の固体ロケットX30AS-1000C を本体ロケットに、タイニー・ティム・ロケットT-22を４本束ねてJATO(Jet-fuel Assisted Take Off)ユニットとした組み合せで製作された。飛行安定のための長方形型の固定フィンが尾部に4枚十字型に配置される。遅燃焼型JATOなので、威力を増すため固体燃料ロケットT-22を4本束ねた集束ブースターを装備する。JATOユニットによって固定フィンが十分効き始める速度まで加速をし、レール型発射機から打ち上げられる。JATOはロケットが発射機を離れた後に本体から切り離され投棄される。その直後に本体ロケットが点火され、ロケットはさらに加速する。
1944年12月1日から12月16日の間に、24機のプライベートAが、カリフォルニア州バーストウに近いリーチ・スプリングスで試射された。なお、リーチ・スプリングスは、現在のフォート・アーウィン軍事特別保留地の付近のことである。プライベートAは最高で飛行時間90秒かけて距離18.3km飛行した。
1945年1月に、陸軍はGALCITの弾道ロケット計画に、正式の資金を提供することを合意した。この時にGALCITのロケット部門はJPLという名前となった。
プライベートAの後に、JPLのフランク・マリナと彼の同僚達はプライベートFを製作した。プライベートFは、実質的にはプライベートAの十字型の安定フィンの内、垂直フィンを1枚に減らし2枚の水平フィンは大きく拡大したものである。また前部には小さな水平フィンを2枚追加した。JATOはプライベートAの物と同じである。
1945年4月1日から4月11日の間にJPLの所員たちが打上げ作業を行い、ニューメキシコ州のホワイトサンズ性能試験場で17機のプライベートFを試射した。その試験はことごとく錐揉み急降下状態に陥り、プライベートFはほとんど成功しなかった。この失敗から、ミサイルには固定フィンだけでなく動翼フィンを用いてこれを自動的に制御する誘導装置が必要であることがわかった。

## 仕様
出典：Designation-Systems.Net

### プライベート A
- 本体全長： 2.34 m (7 ft 8 in)
- 全長： 3.38 m (11 ft 1 in)
- 翼幅： 0.86 m (2 ft 10 in)
- 本体直径： 24.4 cm (9.6 in)
- 本体重量： 240 kg (529 lb)
- 速度： 400 m/s (1,300 ft/s)
- 射程： 18,300 m (20,000 yds)
- 機関：
  - ブースター： T-22 固体燃料ロケット × 4本
推力： 24.5 kN (5,500 lb)/1本当たり
燃焼時間： 0.2 s
  - サステナー：エアロジェットX30AS-1000C 固体燃料ロケット
推力： 4.4 kN (1,000 lb)
燃焼時間： 30 s

### プライベート F
- 本体全長： 2.34 m (7 ft 8 in)
- 全長： 3.38 m (11 ft 1 in)
- 翼幅： 1.5 m (5 ft)
- 本体直径： 24.4 cm (9.6 in)
- 本体重量： 230 kg (506 lb)
- 速度： 365 m/s (1,200 ft/s)
- 射程： 4,600 m (5,000 yds)
- 機関：
  - ブースター： T-22 固体燃料ロケット × 4本
推力： 24.5 kN (5,500 lb)/1本当たり
燃焼時間： 0.2 s
  - サステナー： エアロジェットX30AS-1000C 固体燃料ロケット
推力： 4.4 kN (1,000 lb)
燃焼時間： 30 s